# Korea Północna na Mistrzostwach Świata w Lekkoatletyce 2017
Korea Północna na Mistrzostwach Świata w Lekkoatletyce 2017 – reprezentacja Korei Północnej podczas mistrzostw świata w Londynie liczyła 3 zawodniczki, które nie zdobyły medalu.

## Skład reprezentacji

### Kobiety
| Zawodniczka   | Konkurencja | Finał   | Finał   |
| Zawodniczka   | Konkurencja | Wynik   | Pozycja |
| ------------- | ----------- | ------- | ------- |
| Jo Un-ok      | maraton     | 2:36:46 | 29.     |
| Kim Hye-gyong | maraton     | 2:30:29 | 15.     |
| Kim Hye-song  | maraton     | DNF     | DNF     |